# Котка в стената
„Котка в стената“ е български игрален филм, копродукция с Великобритания и Франция от 2017 година (драма, детски) по сценаарий и режисура на  Мина Милева и Весела Казакова. Оператор е Димитър Костов. Художник е Юлия Кунова. Музиката във филма е на Георги Маринков.

## Сюжет
Ирина и брат й, заедно с момченцето й, живеят в Лондон. Ирина работи, а брат й се грижи за детето й. Тя намира на стълбищната площадка един оранжев котарак и го прибира...

## Състав

### Актьорски състав
| Роля              | Изпълнител         |
| ----------------- | ------------------ |
| Ирина             | Ирина Атанасова    |
| Владо             | Ангел Генов        |
| Жожо              | Филип Асенов       |
| Деби              | Гилда Уо           |
| Джак              | Джон-Джо Инкпен    |
| Фийби             | Кадиша Гий Камара  |
| Риана             | Чинуи Гий Камара   |
| момиче 1          | Фрутфул Онефели    |
| момиче 2          | Сара Чукъу         |
| бебе              | Кензо Смит         |
| Мохамед           | Марин Копривленски |
| пощальон          | Стивън Лоурънс     |
| котарак Златко/Бу | Чедър              |
| питбул Чъки       | Чъки               |

## Награди
- Награда на ФИПРЕССИ ( Варшава, 2019)

## Участия
- Участие в Основния конкурс ( Локарно, 2019)[2]